# Frederick Spackman
Frederick "Fred" George Spackman (Sandgate, Kent, 1878 – Bromley, Londres, 30 de maig de 1942) va ser un futbolista anglès que va prendre part en els Jocs Olímpics de París de 1900, on guanyà la medalla d'or com a membre de la selecció britànica, representada per l'Upton Park F.C..